# Soupe suanla
 (novembre 2018).
Si vous disposez d'ouvrages ou d'articles de référence ou si vous connaissez des sites web de qualité traitant du thème abordé ici, merci de compléter l'article en donnant les références utiles à sa vérifiabilité et en les liant à la section « Notes et références ».
La soupe suanla (chinois : 酸辣汤 ; pinyin : suānlà tāng ; litt. « soupe aigre épicée ») est une spécialité gastronomique dont il existe trois principales variantes, originaires des provinces du Sichuan, du Hunan et du Shandong. En France, on la propose dans presque tous les restaurants asiatiques, souvent sous le nom de potage pékinois, en référence à sa version de la province voisine du Shandong.
Les ingrédients de base sont les pousses de bambou, le lentin du chêne, du porc, des champignons noirs, des œufs brouillés, du sang de porc (boudin), du tofu, du vinaigre noir (zh), du poivre moulu et du piment séché.